# جون باركر (لاعب كريكت)
جون باركر (29 نوفمبر 1902 في المملكة المتحدة - 9 أغسطس 1984 في المملكة المتحدة) (بالإنجليزية: John Parker)‏ هو لاعب كريكت بريطاني (وحمل سابقاً جنسية المملكة المتحدة لبريطانيا العظمى وأيرلندا). لعب مع نادي مقاطعة هامبشاير للكريكت ‏.

## وصلات خارجية
- جون باركر على موقع إي آس بي آن كريك إنفو (الإنجليزية)